# エティエンヌ・ムリニエ
エティエンヌ・ムリニエ（Etienne Moulinié,  1600年ごろ - 1676年）は、フランス初期バロック音楽の作曲家。ラングドック地方の出身で、少年時代はナルボンヌ大聖堂の少年聖歌隊員であった。兄アントワーヌ（1655年没）の影響力を通じて、フランス宮廷に雇われ、王弟オルレアン大公ガストンの宮廷楽長に任命される。在任中に宗教音楽と世俗音楽を作曲（独唱とリュートもしくは重唱と通奏低音のための作品が多い）。ほかにバレエなどの舞曲も作曲している。大公ガストンの令嬢ド・モンパンジエの音楽教師でもあった。1660年にオルレアン大公ガストンが崩御すると、新たな雇い主を探さなければならなくなり、このため里帰りを余儀なくされた。
ムリニエは、「エール・ド・クール」や「エール・ア・ボワール」の作曲家である。ムリニエのエール・ド・クールは、シラビックな有節歌曲であるのだが、このジャンルの他の作例よりは、たいてい自由に作曲されている。ムリニエの世俗歌曲は、さまざまな形態で（無伴奏合唱や通奏低音つき独唱歌曲として）何度も出版されたが、教会で利用できるように歌詞が聖句に付け替えられることもあった。またムリニエの作品は、スペインやイタリアの舞曲など、外国の影響力も無視できない。